# Hasselasjön
Hasselasjön är en sjö i Nordanstigs kommun i Hälsingland och ingår i  Harmångersåns huvudavrinningsområde. Sjön är 17 meter djup, har en yta på 8,39 kvadratkilometer och är belägen 121 meter över havet. Sjön avvattnas av vattendraget Harmångersån (Kölån).

## Delavrinningsområde
Hasselasjön ingår i det delavrinningsområde (688628-155102) som SMHI kallar för Utloppet av Hasselasjön. Medelhöjden är 189 meter över havet och ytan är 60,2 kvadratkilometer. Räknas de 73 avrinningsområdena uppströms in blir den ackumulerade arean 649,5 kvadratkilometer. Avrinningsområdets utflöde Harmångersån (Kölån) mynnar i havet. Avrinningsområdet består mestadels av skog (69 procent). Avrinningsområdet har 8,84 kvadratkilometer vattenytor vilket ger det en sjöprocent på 14,7 procent. Bebyggelsen i området täcker en yta av 0,86 kvadratkilometer eller 1 procent av avrinningsområdet.